# Maigretův první případ (film)
Maigretův první případ je československý hraný film z roku 1991, který režírovala Jana Semschová podle vlastního scénáře. Film je adaptací stejnojmenného románu Georgese Simenona, který vyšel v roce 1949. Hlavní roli komisaře Maigreta ztvárnil Jiří Schwarz. V dalších rolích hráli Jiří Adamíra, Boris Rösner, Martin Dejdar, Václav Kotva, Martina Adamcová, David Vejražka, Jitka Sedláčková, Karel Hlušička, Oldřich Vlach, Ondřej Pavelka, Simona Stašová, Tomáš Juřička, Barbora Srncová, Martina Hudečková, Ladislav Lahoda, Stanislav Bruder, Luděk Nešleha, Radvít Novák, Rudolf Kalina a David Schneider.

## Děj
Mladý Jules Maigret už čtyři roky pracuje u kriminální policie a rok slouží na policejní služebně ve čtvrti Saint-Georges. Jeho nadřízeným je Maxime Le Bret, který se pohybuje ve vyšší společnosti. Jednoho večera Maigret převezme oznámení od obyvatele, který tvrdí, že slyšel volání o pomoc ženy na Rue Chaptal a poté výstřel. Maigret zajde za svědkem, ačkoli tuší, že by se mohl dostat do problémů, protože v domě sídlí rodina zesnulého kávového magnáta Balthazara. Le Bret si předvolá příliš horlivého mladého policistu, ale nakonec ho nechá vyšetřovat bez podpory a na vlastní pěst. Případ je sice komplikovaný, ale po jeho vyřešení je Maigret povýšen na inspektora v hlavním sídle na Quai des Orfèvres.